# Kārvāneh-ye Soflá
Kārvāneh-ye Soflá (persiska: کاروانه سفلی) är en ort i Iran.   Den ligger i provinsen Kermanshah, i den västra delen av landet, 400 km väster om huvudstaden Teheran. Kārvāneh-ye Soflá ligger 1 473 meter över havet och antalet invånare är 178.
Terrängen runt Kārvāneh-ye Soflá är kuperad norrut, men söderut är den platt.Runt Kārvāneh-ye Soflá är det ganska tätbefolkat, med 185 invånare per kvadratkilometer. Närmaste större samhälle är Sarv-e Nāv-e Soflá, 3,5 km norr om Kārvāneh-ye Soflá. Trakten runt Kārvāneh-ye Soflá består till största delen av jordbruksmark.